# Tricyphona aspidoptera
Tricyphona (Pentacyphona) aspidoptera là một loài ruồi trong họ Pediciidae. Chúng phân bố ở vùng sinh thái Nearctic.